# King Delux FC
King Delux Football Club was een professionele Armeense voetbalclub  gevestigd in de stad Abovyan. King Delux ontstond in 2011, maar werd in 2012 nog tijdens het eerste seizoen in de Aradżin chumb al opgedoekt vanwege financiële problemen.